# Polibek smrti (film, 1995)
Polibek smrti (v anglickém originále Kiss of Death) je americký film z roku 1995, který natočil režisér Barbet Schroeder. Jde o remake stejnojmenného filmu z roku 1947, který natočil Henry Hathaway. Autorem scénáře je Richard Price. Ve filmu hrají David Caruso, Samuel L. Jackson, Nicolas Cage, Helen Hunt, Ving Rhames a Stanley Tucci. Originální hudbu k filmu složil Trevor Jones a jsou v něm použity písně například od kapel House of Pain, Orbital a 9 Lazy 9. Byl uveden mj. na Filmovém festivalu v Cannes (mimo soutěž). Pojednává o podvodníkovi Jimmym Kilmartinovi, kterému je po zatčení zabídnuta spolupráce výměnou za svobodu.

## Obsazení
| David Caruso      | Jimmy Kilmartin              |
| Samuel L. Jackson | detektiv Calvin Hart         |
| Nicolas Cage      | Junior „Little Junior“ Brown |
| Helen Hunt        | Beverly „Bev“ Kilmartin      |
| Ving Rhames       | Omar, agent FBI              |
| Stanley Tucci     | Frank Zioli                  |
| Philip Baker Hall | Junior „Big Junior“ Brown    |
| Kathryn Erbe      | Rosie D'Amico-Kilmartin      |